# Acronicta sapporensis
Acronicta sapporensis är en fjärilsart som beskrevs av Matsumura 1926. Acronicta sapporensis ingår i släktet Acronicta och familjen nattflyn. Inga underarter finns listade i Catalogue of Life.